# Мемориал воинской славы (Кутаиси)
Мемориал воинской славы в Кутаиси (груз. სამხედრო დიდების მემორიალი ქუთაისში) — мемориал погибшим в Великой Отечественной войне, возведённый в Кутаиси в 1981 году по проекту архитектора Отара Каландаришвили с участием скульптора-монументалиста Мераба Бердзенишвили и снесённый в декабре 2009 года.

## Описание мемориала
Мемориал состоял из скульптуры всадника (Всадник Мзечабуки) и монумента на двух опорах, стоявших на возвышении. На лицевой части из металла были изображены фигуры людей, выше находились 7 арок, в которых висели колокола, символизирующие каждую сотню тысяч человек, ушедших из Грузии на фронты Великой Отечественной. Над ними возвышалась фигура монаха с распростёртыми руками. В 1990-е — 2000-е годы памятник подвергался вандализму: часть барельефа была разломана и украдены два колокола.
Автор проекта — Мераб Бердзенишвили.

## Демонтаж

Кадр телекомпании Рустави 2, взрыв фоновой части мемориала.

В декабре 2009 года памятник был снесён для строительства на его месте здания Парламента Грузии, переезжающего из Тбилиси в Кутаиси. Уничтожить памятник до 21 декабря распорядился Михаил Саакашвили.
Против демонтажа памятника высказывались оппозиционные партии, представители интеллигенции Грузии и обычные граждане. За день до взрыва мемориала был начат сбор подписей против его разрушения.
Грузинская оппозиция призвала сограждан выйти на митинги 21 декабря, а также предложила построить на месте бывшего мемориала не здание парламента, а церковь. 19 декабря студенты Симферополя провели акцию протеста против сноса мемориала, в ходе которой было сожжено чучело Михаила Саакашвили.
Сначала с памятника были демонтированы ранее повреждённый барельеф фоновой части мемориала и всадник. Всадник Мзечабуки, по словам директора департамента прессы и информации МИД Грузии Ии Махарашвили, должен быть восстановлен и перенесён. Оставшаяся бетонная основа была снесена 19 декабря 2009 года путём взрыва.
Операцией занималась частная организация «Сакпеткмрецви» («Грузвзрывпром»). Из-за нарушения техники безопасности от образовавшихся при взрыве обломков погибли два человека — женщина и ребёнок, а также пострадали несколько человек; трое находились в больницах в тяжёлом состоянии, все пострадавшие находились в нескольких сотнях метров от места взрыва. По факту инцидента возбуждено уголовное дело. В тот же день уволен губернатор края Имеретия.
22 февраля 2010 года трёх руководителей компании «Грузвзрывпром» суд приговорил к различным срокам заключения.
На сайте МИД Грузии было опубликовано заявление Департамента информации и прессы Грузии, в котором говорилось:
Мы бы хотели подчеркнуть, что российский МИД обладает аморальной привычкой постоянно вмешиваться во внутренние дела других государств. Мы заявляем с полной ответственностью, что к памяти жертв Второй мировой войны в Грузии относятся с уважением и благоговением. Грузинские власти и грузинское общество отдают дань уважения памятникам и мемориалам. Что касается Мемориала Славы, он был сильно поврежден в 90-е годы – тогда, когда в Грузии происходили события, инспирированные Россией. В результате памятник нуждался в ремонте

## Восстановление мемориала в Москве
22 декабря 2009 года премьер-министр РФ Владимир Путин сообщил о возможности создания копии мемориала в Москве:
По мнению наших специалистов, этот памятник представляет художественную ценность. Однако дело, конечно, не в этом. Это (разрушение памятника) очередная попытка стереть из памяти народов бывшего Советского Союза память об общем прошлом, в том числе и о героическом прошлом. В этой связи считаю возможным воссоздать этот памятник в столице некогда единого государства — в Москве.
Решение восстановить памятник получило поддержку как в России, так и в Грузии — идею восстановления памятника поддержали Зураб Ногаидели, бывший с визитом в Москве, и Петрэ Мамрадзе. Автор проекта скульптор заявил о невозможности идентичного восстановления мемориала: не сохранились материалы ни у него, ни в Тбилисском комбинате скульптур.
2 апреля Мэр Москвы Юрий Лужков подписал Распоряжение 615-РП, в котором предписано поддержать инициативу Фонда содействия сохранению и восстановлению памятников героям Великой Отечественной войны «Историческое наследие» (фонд «Наследие»), общественных организаций, трудовых коллективов, ветеранских объединений об установке в Москве памятника. Памятник получит название «В борьбе против фашизма мы были вместе» и будет воздвигнут на Поклонной горе на Аллее Памяти в 2010—2011 годах.
Президент общероссийской общественной организации «Союз грузин в России» Михаил Хубутия обратился к мэру Москвы с просьбой «предоставить „Союзу“ честь возглавить и вести работы по воссозданию мемориала».
24 декабря 2009 года Премьер России Владимир Путин объявил, что взорванный памятник грузинским ветеранам в Кутаиси будет восстанавливать в Москве Зураб Церетели.

Памятник «В борьбе против фашизма мы были вместе»

2 июня 2010 года на Поклонной горе открылась выставка лучших проектов памятника «В борьбе против фашизма мы были вместе».

Выставка длилась в течение недели. Принять участие в голосовании за лучший проект могли все желающие. На конкурс было представлено 20 проектов, конкурсная комиссия отобрала 6 лучших. В конкурсе принимали участие скульпторы как из России, так и из Грузии.
Символично и то, что проводится открытый конкурс на лучший проект, – подчеркнул Президент Союза Грузин в России Михаил Хубутия – Это лишнее подтверждение, что границы и таможни не разделили народы. Это подтверждение тому, что на всём постсоветском пространстве сказали "нет" переписыванию и фальсификации истории.
Проект профинансировал «Союз грузин России».
21 декабря 2010 года в Москве Владимир Путин торжественно открыл памятник «В борьбе против фашизма мы были вместе».